# Parafia św. Mikołaja w Wilkowiecku
Parafia św. Mikołaja w Wilkowiecku – parafia rzymskokatolicka znajdująca się w archidiecezji częstochowskiej, w dekanacie Kłobuck, istniejąca od połowy XIV wieku.